# ساكاكيبارا كينكيتشي
ساكاكيبارا كينكيتشي (باليابانية: 榊原鍵吉) هو فنان قتالي ياباني، ولد في 19 ديسمبر 1830 في Hiroo, Shibuya ‏ في اليابان، وتوفي في 11 سبتمبر 1894 في Shitaya-ku ‏ في اليابان بسبب مرض نقص الثيامين.